# Cranea
Cranea es el nombre de un templo griego erigido en honor de Minerva (Atenea) en una roca escarpada de la Fócida a poca distancia de Elatea, Grecia. Para su servicio se elegía a un niño que todavía no hubiera llegado a la pubertad y su ministerio duraba solo cinco años. Durante esos cinco años el varón estaba completamnete devoto al servicio de la diosa. El lugar fue descrito por Pausanias en la que mostraba una estatua, hecha por los hijos de Policles y que en su escudo tenía una copia de lo que estaba en el escudo de la estatua ubicada en el Partenón en Atenas.